# Sellerhausen

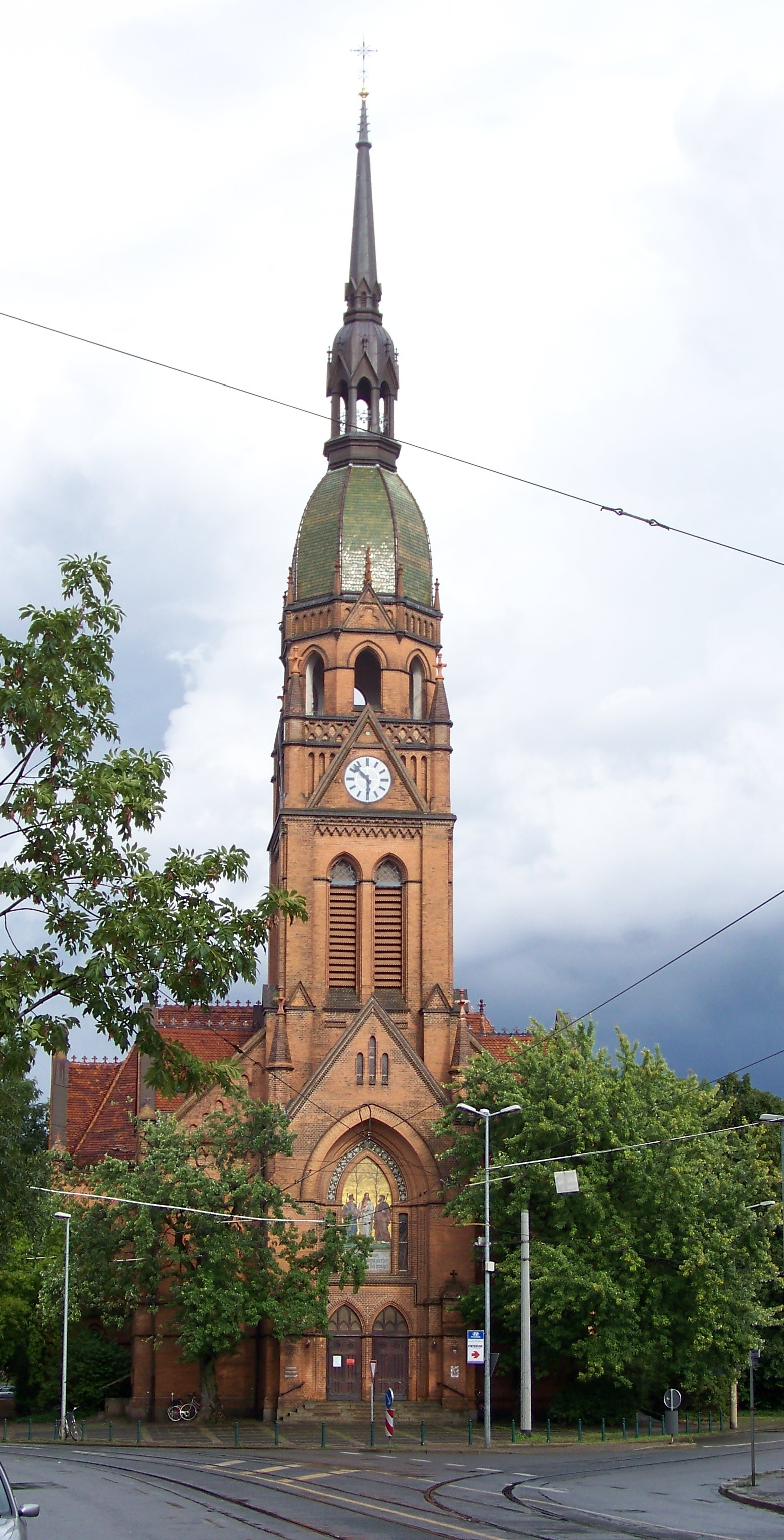
Emmauskirche Sellerhausen (2009)

Sellerhausen ist ein Stadtteil im Osten von Leipzig. Seit der kommunalen Gebietsgliederung von 1992 ist die Gemarkung Sellerhausen teils dem Ortsteil Sellerhausen-Stünz, teils dem Ortsteil Volkmarsdorf (beide im Stadtbezirk Ost) sowie ein kleiner Teil dem Ortsteil Schönefeld-Ost (Stadtbezirk Nordost) zugeordnet.
Bis zur Eingemeindung 1890 bildete Sellerhausen eine eigene Landgemeinde.

## Lage
Sellerhausen liegt etwa 3,5 Kilometer östlich des Stadtzentrums. Der alte Ortskern liegt am Ostufer der Östlichen Rietzschke, an der heute Zum Kleingartenpark genannten Straße, die früher Dorfstraße hieß. Von hier aus entwickelte sich der Stadtteil nach Norden und Nordosten. Die Gemarkung wird im Norden von der Adenauerallee, dem Volksgarten und der Permoserstraße begrenzt, im Osten reicht sie bis zur Elisabeth-Schumacher-Straße (östlich des Friedhofs Sellerhausen), Riesaer und Watzdorfstraße, im Süden bis zur Lieselotte-Herrmann-Straße und dem Regenrückhaltebecken Sellerhausen. Die westliche Grenze verläuft entlang der Wurzner und Torgauer Straße, am Torgauer Platz, der Bennigsenstraße und dem Kohlweg. Die umgebenden Stadtteile sind im Uhrzeigersinn Paunsdorf, Stünz, Anger-Crottendorf, Volkmarsdorf und Schönefeld.

## Geschichte

Sellerhausen (um 1800)

Die Siedlungsgeschichte von Sellerhausen reicht bis in das 9. Jahrhundert zurück, als es im Zuge der altsorbischen Landnahme in den fruchtbaren Auen des Baches Rietzschke angelegt wurde. Nach 1136 kam es zur Ansiedlung deutscher Bauern, die das einstige Rundlingsdorf in ein Doppel-Sackgassendorf umgestalteten. Die erste urkundliche Erwähnung als „Selderoysen“ stammt aus dem Jahr 1335, angelehnt an seld(n)er, mhd. 'Bewohner, Hintersasse'. Anderen Vermutungen zufolge ist diese Form umgedeutet aus einer Benennung *Želidrožʲ nach einem altsorbischen Personennamen Želidrog. Die Entwicklung des Siedlungsnamens verlief in der Folge über „Selderhase“/„Seldershase“ (1378), „Selderhasen“ (1434), „Selderhusen“ (1438) und „Seldenhaußen“ (1482), bis sich schließlich um 1700 die heutige Bezeichnung einbürgerte. Wegen des hiesigen Gemüseanbaus für die Stadt Leipzig kam später auch der Spottname „Selleriehausen“ auf.
1525 wurde Sellerhausen, das zum damaligen Zeitpunkt 50 Höfe zählte, zusammen mit Reudnitz und Tutschendorf sowie Stünz, Anger und Crottendorf an den Rat der Stadt Leipzig verkauft. Während des Dreißigjährigen Kriegs wurde das Dorf am 18. Juli 1636 niedergebrannt.
Auch während der Völkerschlacht im Oktober 1813 hatte die Bevölkerung zu leiden. Sellerhausen gehörte zu den umkämpftesten Punkten des nördlichen Schlachtfelds. Es wurde zunächst von französischen Truppen unter Marschall Ney besetzt und anschließend vom Korps Bülow erstürmt. An die Ereignisse des Jahres 1813 erinnern heute der Apelstein Nr. 41 im Volksgarten an der Torgauer Straße sowie der erst 1994 errichtete Apelstein Nr. 48 auf dem Friedhof von Sellerhausen. Die durch die Schlacht angerichteten Schäden wurden rasch wieder beseitigt, so dass der Ort bereits 1814 wieder 180 Einwohner zählte, die in 18 Häusern lebten. 1830 wurde auf dem heutigen Kirchplatz ein Friedhof eingeweiht, der bis 1886 genutzt wurde.

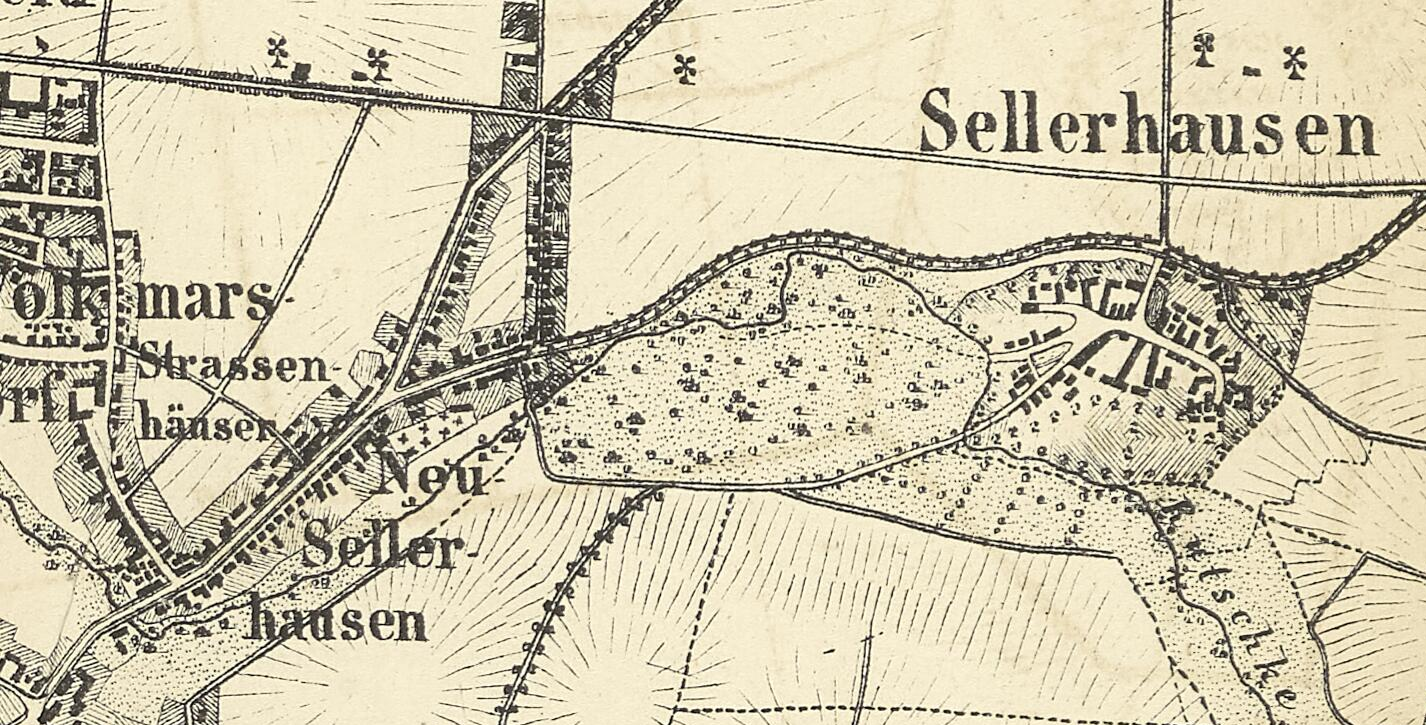
Sellerhausen und Neu-Sellerhausen auf einer Karte von 1863

Infolge der Einführung der sächsischen Landgemeindeordnung wurde 1839 auch in Sellerhausen ein Gemeindeamt geschaffen. Der Ort lag bis 1856 im kursächsischen bzw. königlich-sächsischen Kreisamt Leipzig. Ab 1856 gehörte der Ort zum Gerichtsamt Leipzig I und ab 1875 zur Amtshauptmannschaft Leipzig. 1865 errichtete der Gasbeleuchtungs-Aktien-Verein Reudnitz-Sellerhausen an der Wurzner Straße eine kleine Gasanstalt, die 1872 von der Thüringischen Gasgesellschaft erworben und in der Folge ausgebaut wurde. Ab 1875 kam es zur Ansiedlung verschiedener Industriebetriebe auf Sellerhäuser Flur (u. a. Maschinenfabrik Ernst Kirchner & Co. (1878), chemische Fabrik Dr. G. Langbein & Co. (später Langbein-Pfanhauser Werke), 1881), Mechanische Werkstatt G. Köllmann GmbH (später Köllmann-Werke AG, 1904). 1885 wurde ein neuer Friedhof an der Riesaer Straße angelegt, der noch heute genutzt wird.

Gut Sellerhausen (1907)

Am 1. Januar 1890 wurde die 7200 Einwohner zählende Gemeinde nach Leipzig eingemeindet. In den Folgejahren setzte an der Wurzner Straße und deren Querstraßen die Bebauung mit viergeschossigen Wohnhäusern in geschlossener Bauweise ein. Dies hatte eine zunehmende Verstädterung und zugleich die Zurückdrängung der Landwirtschaft (Gemüseanbau zur Versorgung von Leipzig) zur Folge. 1892 wurde Sellerhausen aus der Kirchgemeinde Schönefeld ausgepfarrt und war fortan eine eigenständige Kirchgemeinde. Von 1898 bis 1900 wurde die Emmauskirche nach Plänen des Leipziger Architekten Paul Lange errichtet.

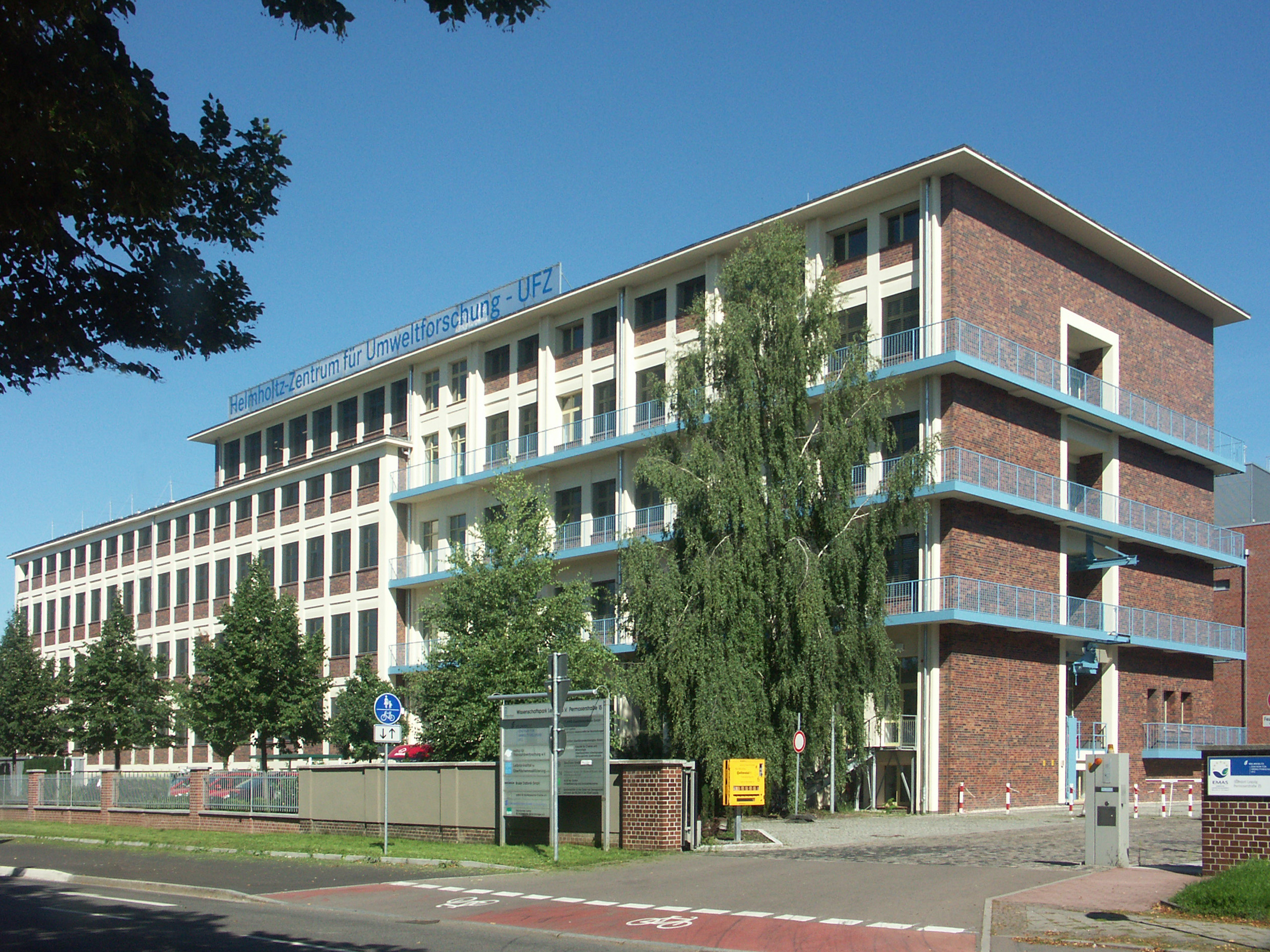
Gebäude des UFZ im Wissenschaftspark Leipzig (2010)

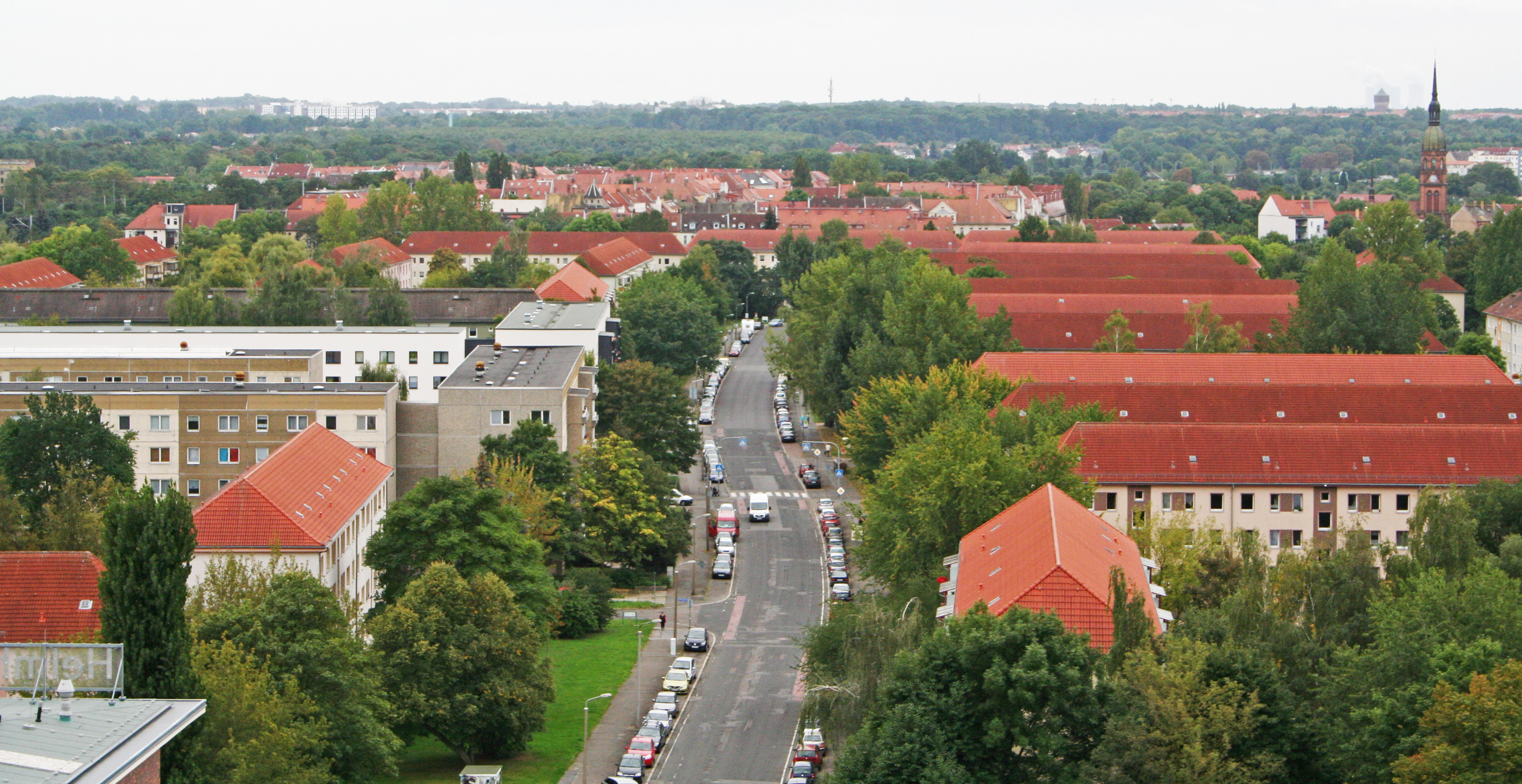
Leonhard-Frank-Straße (2017)

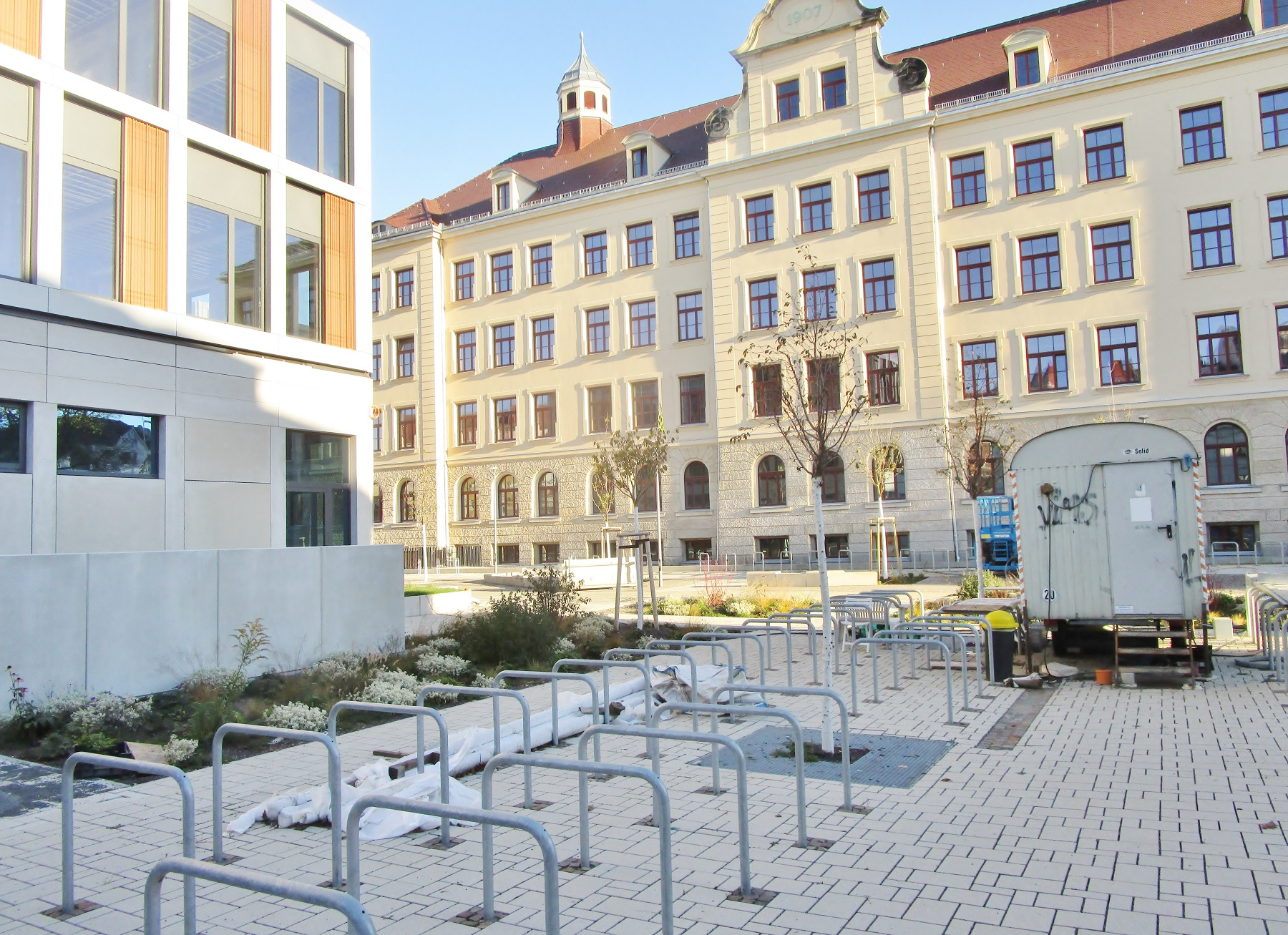
Schule Ihmelstraße (2022)

Zu Beginn des 20. Jahrhunderts verlegte die metallverarbeitende Hugo und Alfred Schneider AG (HASAG) den Großteil ihrer Fertigung aus Paunsdorf in ein neues modernes Werk, das im Dreieck von Torgauer Straße, Permoserstraße (vorher Paunsdorfer Weg) und dem Bahnhof Leipzig-Schönefeld an der Güterringstrecke Wahren–Engelsdorf gebaut worden war. So entstand mit Spezialisierung auf Rüstungsgüter der größte Rüstungsbetrieb Sachsens. Südlich der Permoserstraße wurde dafür im Lauf des Zweiten Weltkrieges ein KZ-Außenlager eingerichtet. Nach dem Krieg wurde auf dem HASAG-Gelände nach dem Abbruch der Fabrikanlagen ein Forschungsgelände der Deutschen Akademie der Wissenschaften etabliert, das heute Wissenschaftspark Leipzig heißt.
Nach der Eingemeindung war die Entwicklung Sellerhausens nicht nur administrativ mit der Entwicklung der Stadt Leipzig verbunden. In den 1920er Jahren entstanden an der Püchauer und Macherner Straße die ersten Wohnhäuser nördlich der Bahnstrecke Leipzig–Dresden. Ergänzt wurden sie durch die Siedlungshäuser am Rosmarin- und Tulpenweg bis zur Permoserstraße. Die Wohnbebauung der vor allem nach Architekten benannten Straßen zwischen Ostheim- und Weinbrennerstraße erfolgte in den 1930er Jahren.
Ab 1960 wurden die noch immer landwirtschaftlich genutzten Flächen zwischen den Eisenbahnstrecken und der Permoserstraße mit Wohnhäusern bebaut. Erschlossen wurden sie mit der Leonhard-Frank-Straße und einigen Nebenstraßen. Das dafür eingerichtete Plattenwerk lieferte noch bis in die 1970er Jahre für weitere Neubaugebiete Betonelemente. Danach wurde es abgebaut, die Fläche wurde vorerst begrünt. Um 1985 wurde es ebenfalls mit Wohnungen bebaut, jedoch abweichend mit Gebäuden des Typs WBS 70. Die landwirtschaftliche Prägung des alten Dorfkerns ging immer weiter zurück, war aber noch bis in die Jahre nach 1990 deutlich erkennbar. Vielmehr prägte aber die Industrie in Sellerhausen – aber auch den Nachbarstadtteilen Schönefeld und Paunsdorf – zunehmend den Charakter dieses Stadtteils. Allerdings unterschied sich Sellerhausen durch seine Lage am Rande Leipzigs und die Anlage von Schrebergärten in den fruchtbaren Auen der Rietzschke von reinen innerstädtischen Wohngebieten.
In den Jahren nach der Wende änderte sich das Bild des Stadtteils sehr stark. Die Bevölkerungszahl und die Bedeutung des weder zum Umland noch zum Zentrum der Stadt gehörigen Stadtteils sank sehr stark. Der alte Kern an der Dorfstraße verlor durch Neubauten das bis dahin gut erkennbare Ortsbild eines Doppelsackgassendorfes, zusätzlich wurde diese Straße in „Zum Kleingartenpark“ umbenannt.

## Bevölkerung
Die Angaben sind nur für den gesamten Ortsteil Sellerhausen-Stünz verfügbar.
| Jahr | Einwohner |
| ---- | --------- |
| 2000 | 7.675     |
| 2005 | 7.765     |
| 2010 | 7.565     |
| 2015 | 8.700     |
| 2020 | 9.385     |
| 2024 | 9.723     |

Stand: 31.12. des jeweiligen Jahres

## Politik
Bei den Wahlen zum Sächsischen Landtag gehört der Ortsteil Sellerhausen-Stünz zum Wahlkreis Leipzig 2, bei Bundestagswahlen zum Bundestagswahlkreis Leipzig I (Wahlkreis 152).
Die Bundestagswahl 2021 führte bei einer Wahlbeteiligung von 69,4 % zu folgendem Zweitstimmenergebnis:
| Partei                | Sellerhausen-Stünz | Stadt Leipzig |
| --------------------- | ------------------ | ------------- |
| SPD                   | 22,8 %             | 20,9 %        |
| AfD                   | 17,7 %             | 13,3 %        |
| CDU                   | 15,1 %             | 14,0 %        |
| Die Linke             | 12,0 %             | 13,7 %        |
| Bündnis 90/Die Grünen | 11,6 %             | 18,5 %        |
| FDP                   | 09,5 %             | 10,1 %        |
| Sonstige              | 11,4 %             | 09,5 %        |

## Sehenswürdigkeiten
- Emmauskirche, 1898 bis 1900 im Sill des Historismus erbaut
- Volksgarten Sellerhausen, Park an der Torgauer Straße

## Verkehr

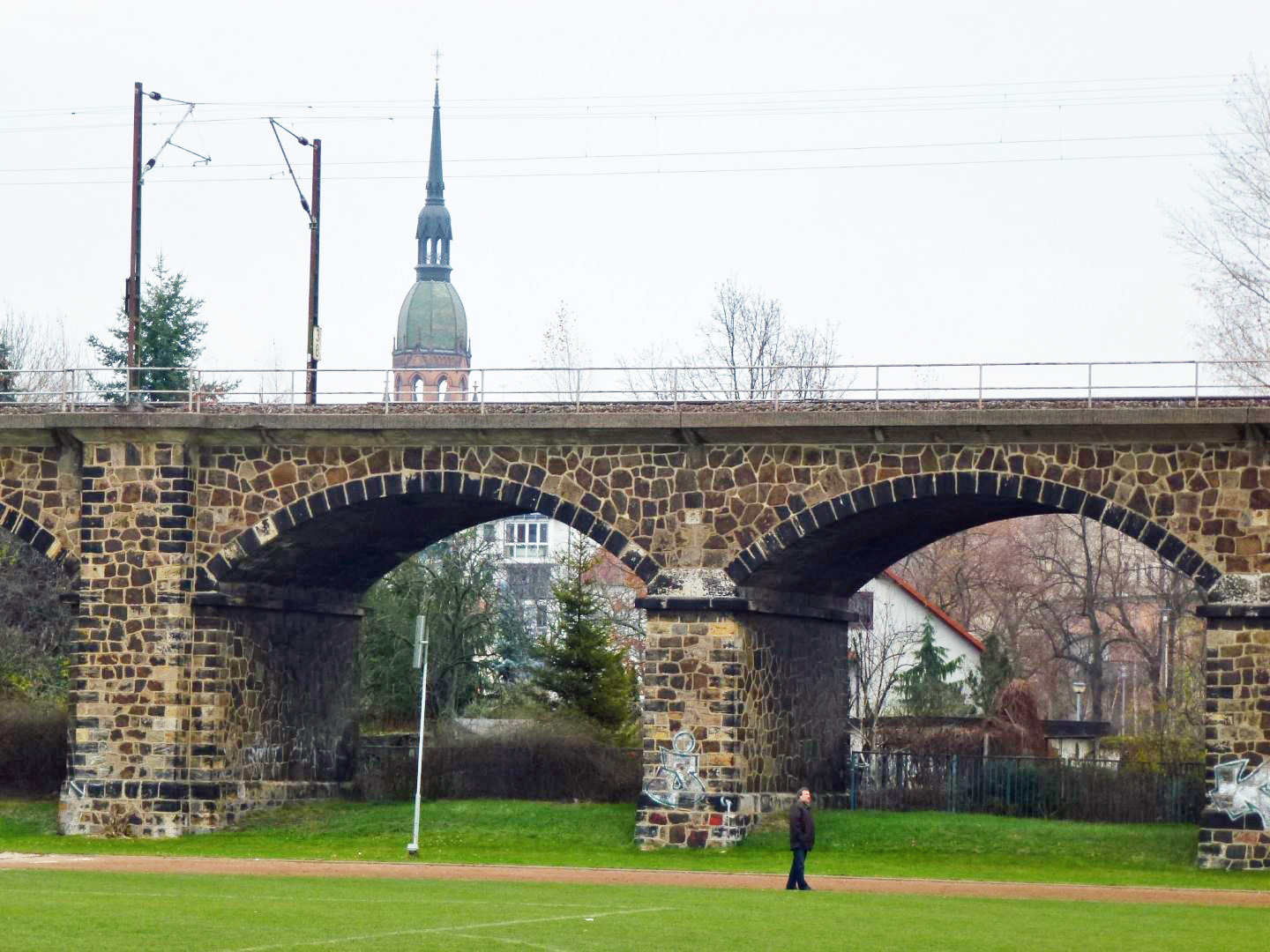
Eisenbahnviadukt der stillgelegten Strecke (im Hintergrund die Emmauskirche, 2012)

Der Haltepunkt Leipzig-Sellerhausen liegt an der Bahnstrecke Leipzig–Dresden. Er wurde 1974 mit der Einführung des S-Bahn-Betriebes zwischen Leipzig und Wurzen in Betrieb genommen.
Die 1878 eröffnete »Zweite Verbindungsbahn« Leipzig Hbf–Connewitz führt über ein Viadukt von Nord nach Süd durch Sellerhausen. Erst ein Jahr nach der Einführung der S-Bahn in Leipzig 1969 erhielt Sellerhausen einen Haltepunkt. Letztgenannte Bahnstrecke und somit auch der Haltepunkt an dieser Strecke wurden im November 2012 stillgelegt und im Jahr 2014 abgebaut. Der Haltepunkt an der Strecke Leipzig–Wurzen–Dresden wird hingegen weiterhin bedient, jedoch nur noch von den Zügen der Regionalbahnlinie RB 110 in Richtung Grimma im Stundentakt. Dieser wird montags bis freitags morgens und am Nachmittag zu einem Halbstundentakt verdichtet. Obwohl Züge der S-Bahn Mitteldeutschland Sellerhausen über die Strecke Engelsdorf–Stötteritz tangieren, wurde hier kein Haltepunkt eingerichtet.
Einen Anschluss an das Straßenbahnnetz erhielt Sellerhausen am 23. Juli 1898, als die Leipziger Elektrische Straßenbahn die Streckenverlängerung vom Kirchplatz an der heutigen Hermann-Liebmann-Straße bis zur Wurzener/Ecke Plaußiger Straße in Betrieb nahm. Der Abschnitt der Großen Leipziger Straßenbahn vom Torgauer Platz bis zur Eisenbahnstraße, Ecke Portitzer Straße ging erst am 13. Januar 1914 in Betrieb. Um 1920 wurden beide Strecken als Folge der Vereinigung der Leipziger Straßenbahnunternehmen mit einer kurzen Verbindungsstrecke in der Annenstraße miteinander verbunden. Langjährige Stammlinien waren die Linien 2 Engelsdorf – Plagwitz durch die Ernst-Thälmann-Straße (heute wieder Eisenbahnstraße) und 6 Paunsdorf – Gohlis, Landsberger Straße durch die Erich-Ferl-Straße (heute wieder Wurzner Straße).
Heute ist Sellerhausen durch die Straßenbahnlinien 7 und 8 sowohl mit dem Zentrum im Westen als auch mit Sommerfeld und Paunsdorf im Osten verbunden. Zusätzlich verkehrt über die Permoserstraße die Buslinie 90, ergänzt durch die Quartierbuslinie 77, diese jedoch nur im Stundentakt.

## Trivia
Im Jahr 1847 nahm sich in Sellerhausen ein unglücklich verliebtes junges Paar gemeinsam das Leben. Der Schweizer Dichter Gottfried Keller (1819–1890) las eine Notiz darüber in einer Zürcher Zeitung. Er nahm den Stoff als Anlass für seine bekannte  Erzählung Romeo und Julia auf dem Dorfe, deren Handlung er aber in der Schweiz ansiedelte.